# Zelotes pyrenaeus
Zelotes pyrenaeus är en spindelart som beskrevs av Di Franco och Blick 2003. Zelotes pyrenaeus ingår i släktet Zelotes och familjen plattbuksspindlar.
Artens utbredningsområde är Frankrike. Inga underarter finns listade i Catalogue of Life.